# Могиљив-Подиљски
Могиљив-Подиљски (укр. Могилів-Подільський) град је Украјини у Виничкој области. Према процени из 2012. у граду је живело 32.250 становника.

## Становништво
Према процени, у граду је 2012. живело 32.250 становника.
| 1979.  | 1989.  | 2001.  | 2012.  |
| ------ | ------ | ------ | ------ |
| 31.303 | 36.003 | 32.853 | 32.250 |

## Градови побратими
- Бахмут, Украјина
- Козјатин, Украјина
- Коњскје, Пољска
- Полањец, Пољска
- Срода Вјелкополска, Пољска
- Балци, Молдавија
- Питешти, Румунија
- Шаља, Словачка
- Кавриља-Монастеро, Италија